# Mimi Wikstedt
Mimi Wikstedt, née le 30 avril 1954 et morte le 9 juin 2019,, est une joueuse de tennis suédoise, professionnelle du milieu des années 1970 au milieu des années 1980.
Relativement peu performante en simple, elle a, à l'inverse, remporté six titres sur le circuit WTA en double dames pendant sa carrière, discipline dans laquelle elle s'est hissée à deux reprises en quart de finale dans les tournois du Grand Chelem (Wimbledon 1977 et Open d'Australie 1979).

## Palmarès

### Titre en simple dames
Aucun

### Finale en simple dames
Aucune

### Titres en double dames
| No | Date       | Nom et lieu du tournoi                | Catégorie | Dotation | Surface         | Partenaire             | Finalistes                          | Score         |          |
| -- | ---------- | ------------------------------------- | --------- | -------- | --------------- | ---------------------- | ----------------------------------- | ------------- | -------- |
| 1  | 05-07-1976 | Swedish Open Båstad                   |           | NC       | Terre (ext.)    | María-Isabel Fernández | Lesley Hunt Renáta Tomanová         | 6-1, 7-6      |          |
| 2  | 12-07-1976 | Head Cup Kitzbühel                    |           | NC       | Terre (ext.)    | Helen Anliot           | Katja Ebbinghaus Heidi Eisterlehner | 6-4, 2-6, 7-5 |          |
| 3  | 29-05-1977 | Kentish Times Championships Beckenham |           | NC       | Gazon (ext.)    | Jane Stratton          | Bunny Bruning Sharon Walsh          | 6-3, 6-0      | Parcours |
| 4  | 20-02-1978 | Avon Futures of Puerto Rico San Juan  | Futures   | 20 000 $ | Dur (ext.)      | Jane Stratton          | Ann Kiyomura Valerie Ziegenfuss     | 7-5, 2-6, 6-3 | Parcours |
| 5  | 15-02-1982 | Avon Futures of Tennessee Nashville   | Futures   | 40 000 $ | Moquette (int.) | Chris O'Neil           | Sheila McInerney Jane Preyer        | 6-4, 7-63     | Parcours |
| 6  | 22-02-1982 | Avon Futures of Carolina Greenville   | Futures   | 40 000 $ | Dur (int.)      | Chris O'Neil           | Shannon Gordon Kim Steinmetz        | 3-6, 6-3, 6-4 | Parcours |

### Finales en double dames
| No | Date       | Nom et lieu du tournoi             | Catégorie      | Dotation | Surface         | Vainqueures                     | Partenaire    | Score         |          |
| -- | ---------- | ---------------------------------- | -------------- | -------- | --------------- | ------------------------------- | ------------- | ------------- | -------- |
| 1  | 06-02-1978 | Avon Futures of Toronto Toronto    | Futures        | 20 000 $ | Dur (int.)      | Bunny Bruning Sharon Walsh      | Jane Stratton | 6-4, 7-5      | Parcours |
| 2  | 13-02-1978 | Avon Futures of Montreal Montréal  | Futures        | 20 000 $ | Dur (int.)      | Ann Kiyomura Laura duPont       | Jane Stratton | 6-4, 3-6, 6-4 | Parcours |
| 3  | 20-03-1978 | Avon Futures Championships Atlanta | Futures        | 35 000 $ | NC              | Ann Kiyomura Valerie Ziegenfuss | Jane Stratton | 6-3, 6-4      | Parcours |
| 4  | 13-08-1979 | Player’s International Toronto     | Colgate Series | 35 000 $ | Dur (ext.)      | Lea Antonoplis Diane Evers      | Chris O'Neil  | 2-6, 6-1, 6-3 | Parcours |
| 5  | 15-03-1982 | Avon Futures Championships Austin  | Futures        | 50 000 $ | Moquette (int.) | Pat Medrado Cláudia Monteiro    | Jan O'Neill   | 6-0, 6-1      | Parcours |

## Parcours en Grand Chelem

### En simple dames
| Année | Open d'Australie (janvier) | Open d'Australie (janvier) | Internationaux de France | Internationaux de France | Wimbledon       | Wimbledon        | US Open         | US Open          | Open d'Australie (décembre) | Open d'Australie (décembre) |
| 1973  | -                          | -                          | 1er tour (1/32)          | Jackie Fayter            | 2e tour (1/32)  | Marina Kroschina | -               | -                | n/a                         | n/a                         |
| 1974  | 2e tour (1/16)             | Janet Young                | 1er tour (1/32)          | Patricia Reese           | 2e tour (1/32)  | Greer Stevens    | -               | -                | n/a                         | n/a                         |
| 1976  | -                          | -                          | -                        | -                        | 1er tour (1/64) | Sue Barker       | 1er tour (1/64) | Ingrid Löfdahl   | n/a                         | n/a                         |
| 1977  | -                          | -                          | -                        | -                        | 1er tour (1/64) | Anne Smith       | 1er tour (1/64) | Rayni Fox        | -                           | -                           |
| 1978  | n/a                        | n/a                        | 1er tour (1/32)          | Helle Sparre             | 1er tour (1/64) | Pam Shriver      | 1er tour (1/64) | Hana Strachonova | -                           | -                           |
| 1979  | n/a                        | n/a                        | -                        | -                        | 3e tour (1/16)  | Virginia Ruzici  | 1er tour (1/64) | Florenta Mihai   | 1er tour (1/16)             | Pam Whytcross               |
| 1981  | n/a                        | n/a                        | -                        | -                        | 2e tour (1/32)  | Virginia Ruzici  | -               | -                | -                           | -                           |

À droite du résultat, l’ultime adversaire.

### En double dames
| Année | Open d'Australie (janvier)   | Open d'Australie (janvier) | Internationaux de France      | Internationaux de France    | Wimbledon                    | Wimbledon                 | US Open                       | US Open                    | Open d'Australie (décembre) | Open d'Australie (décembre) |
| 1973  | -                            | -                          | 1er tour (1/16) I. Löfdahl    | W. Gilchrist Pat Pretorius  | 1er tour (1/32) I. Löfdahl   | Helen Gourlay C. Janes    | -                             | -                          | n/a                         | n/a                         |
| 1974  | 1er tour (1/16) M. Forsgardh | Jenny Dimond D. Fromholtz  | -                             | -                           | -                            | -                         | -                             | -                          | n/a                         | n/a                         |
| 1975  | -                            | -                          | -                             | -                           | 1er tour (1/32) Helen Anliot | E. Goolagong Peggy Michel | 1er tour (1/16) I. Löfdahl    | Kristien Shaw Sue Stap     | n/a                         | n/a                         |
| 1976  | -                            | -                          | -                             | -                           | 3e tour (1/8) Mehmedbasich   | Chris O'Neil Jenny Walker | 2e tour (1/16) Mehmedbasich   | Carrie Meyer Wendy Overton | n/a                         | n/a                         |
| 1977  | -                            | -                          | -                             | -                           | 1/4 de finale Jane Stratton  | Navrátilová Betty Stöve   | 2e tour (1/16) Jane Stratton  | B. Cuypers Marise Kruger   | -                           | -                           |
| 1978  | n/a                          | n/a                        | 1er tour (1/16) Jane Stratton | Lele Forood R. Giscafré     | 2e tour (1/16) Jane Stratton | C. Reynolds Helle Sparre  | 1er tour (1/32) Jane Stratton | M. Blackwood Jackie Fayter | -                           | -                           |
| 1979  | n/a                          | n/a                        | 2e tour (1/8) Chris O'Neil    | Gail Sherriff P. Teeguarden | 1er tour (1/32) Chris O'Neil | R. Giscafré Jane Stratton | 3e tour (1/8) Chris O'Neil    | Sherry Acker Julie Anthony | 1/4 de finale R. Tomanová   | Chris Newton Jenny Walker   |
| 1980  | n/a                          | n/a                        | -                             | -                           | -                            | -                         | 2e tour (1/16) Chris O'Neil   | Mima Jaušovec R. Richards  | -                           | -                           |
| 1981  | n/a                          | n/a                        | 1er tour (1/32) Elly Appel    | Sandy Collins Strachonova   | -                            | -                         | -                             | -                          | 2e tour (1/8) Chris O'Neil  | Kathy Jordan Anne Smith     |
| 1982  | n/a                          | n/a                        | 1er tour (1/32) Lele Forood   | Sophie Amiach C. Vanier     | 1er tour (1/32) Chris O'Neil | Pat Medrado C. Monteiro   | -                             | -                          | -                           | -                           |

Sous le résultat, la partenaire ; à droite, l’ultime équipe adverse.

### En double mixte
| Année | Open d'Australie (janvier) | Open d'Australie (janvier) | Internationaux de France     | Internationaux de France | Wimbledon                  | Wimbledon                  | US Open | US Open | Open d'Australie (décembre) | Open d'Australie (décembre) |
| 1972  | n/a                        | n/a                        | -                            | -                        | 2e tour (1/32) Ernie Ewert | F. Dürr J. Barclay         | -       | -       | n/a                         | n/a                         |
| 1974  | n/a                        | n/a                        | 1er tour (1/16) Wojtek Fibak | Patricia Rime J. Loth    | -                          | -                          | -       | -       | n/a                         | n/a                         |
| 1975  | n/a                        | n/a                        | -                            | -                        | 1/4 de finale Ernie Ewert  | Olga Morozova A. Metreveli | -       | -       | n/a                         | n/a                         |
| 1976  | n/a                        | n/a                        | -                            | -                        | 2e tour (1/16) Ernie Ewert | Betty Stöve Frew McMillan  | -       | -       | n/a                         | n/a                         |
| 1977  | n/a                        | n/a                        | -                            | -                        | 2e tour (1/16) Ernie Ewert | Ann Kiyomura Allan Stone   | -       | -       | n/a                         | n/a                         |

Sous le résultat, le partenaire ; à droite, l’ultime équipe adverse.

## Parcours en Coupe de la Fédération
| #                                                                       | Date       | Lieu            | Surface         | Gagnante(s)                        | Perdante(s)                      | Score         |          |
|                                                                         |            |                 |                 |                                    |                                  |               |          |
| 1973 - 2e tour (groupe mondial) - Suède - Roumanie - 1 : 2              |            |                 |                 |                                    |                                  |               |          |
| 1                                                                       | 03/05/1973 | Bad Homburg     | Terre (ext.)    | Judith Gohn Mariana Simionescu     | Ingrid Löfdahl Mimi Wikstedt     | 6-4, 2-6, 7-5 | Parcours |
|                                                                         |            |                 |                 |                                    |                                  |               |          |
| 1974 - 1er tour (groupe mondial) - Suède - Danemark - 2 : 1             |            |                 |                 |                                    |                                  |               |          |
| 2                                                                       | 13/05/1974 | Naples          | Terre (ext.)    | Christina Sandberg Mimi Wikstedt   | Dorte Ekner Anne-Mette Sorensen  | 6-4, 6-4      | Parcours |
|                                                                         |            |                 |                 |                                    |                                  |               |          |
| 1974 - 2e tour (groupe mondial) - Roumanie - Suède - 2 : 1              |            |                 |                 |                                    |                                  |               |          |
| 3                                                                       | 13/05/1974 | Naples          | Terre (ext.)    | Virginia Ruzici Mariana Simionescu | Christina Sandberg Mimi Wikstedt | 7-5, 6-4      | Parcours |
|                                                                         |            |                 |                 |                                    |                                  |               |          |
| 1975 - 1er tour (groupe mondial) - Nouvelle-Zélande - Suède - 0 : 3     |            |                 |                 |                                    |                                  |               |          |
| 4                                                                       | 05/05/1975 | Aix-en-Provence | Terre (ext.)    | Ingrid Löfdahl Mimi Wikstedt       | Judy Connor Chris Newton         | 6-1, 6-3      | Parcours |
|                                                                         |            |                 |                 |                                    |                                  |               |          |
| 1975 - 2e tour (groupe mondial) - Suède - États-Unis - 1 : 2            |            |                 |                 |                                    |                                  |               |          |
| 5                                                                       | 05/05/1975 | Aix-en-Provence | Terre (ext.)    | Julie Heldman Janet Newberry       | Ingrid Löfdahl Mimi Wikstedt     | 2-6, 7-5, 8-6 | Parcours |
|                                                                         |            |                 |                 |                                    |                                  |               |          |
| 1976 - 1er tour (groupe mondial) - Japon - Suède - 0 : 3                |            |                 |                 |                                    |                                  |               |          |
| 6                                                                       | 22/08/1976 | Philadelphie    | Moquette (int.) | Helen Anliot Mimi Wikstedt         | Mihoka Matshushima Michiko Saji  | 6-0, 6-0      | Parcours |
|                                                                         |            |                 |                 |                                    |                                  |               |          |
| 1976 - 2e tour (groupe mondial) - Suède - Afrique du Sud - 0 : 3        |            |                 |                 |                                    |                                  |               |          |
| 7                                                                       | 22/08/1976 | Philadelphie    | Moquette (int.) | Linky Boshoff Ilana Kloss          | Helen Anliot Mimi Wikstedt       | 6-2, 6-2      | Parcours |
|                                                                         |            |                 |                 |                                    |                                  |               |          |
| 1977 - 1er tour (groupe mondial) - Finlande - Suède - 0 : 3             |            |                 |                 |                                    |                                  |               |          |
| 8                                                                       | 13/06/1977 | Eastbourne      | Herbe (ext.)    | Helen Anliot Mimi Wikstedt         | Elina Durchman Laila Pirila      | 6-0, 6-2      | Parcours |
|                                                                         |            |                 |                 |                                    |                                  |               |          |
| 1977 - 2e tour (groupe mondial) - Argentine - Suède - 0 : 3             |            |                 |                 |                                    |                                  |               |          |
| 9                                                                       | 13/06/1977 | Eastbourne      | Herbe (ext.)    | Mimi Wikstedt                      | Elvira Weisenberger              | 6-4, 6-4      | Parcours |
| 9                                                                       | 13/06/1977 | Eastbourne      | Herbe (ext.)    | Helen Anliot Mimi Wikstedt         | Beatriz Araujo Viviana Gonzalez  | 6-3, 6-3      | Parcours |
|                                                                         |            |                 |                 |                                    |                                  |               |          |
| 1977 - 1/4 de finale (groupe mondial) - Grande-Bretagne - Suède - 3 : 0 |            |                 |                 |                                    |                                  |               |          |
| 10                                                                      | 13/06/1977 | Eastbourne      | Herbe (ext.)    | Sue Barker                         | Mimi Wikstedt                    | 6-2, 6-0      | Parcours |
| 10                                                                      | 13/06/1977 | Eastbourne      | Herbe (ext.)    | Sue Barker Virginia Wade           | Helen Anliot Mimi Wikstedt       | 6-2, 5-7, 6-3 | Parcours |
|                                                                         |            |                 |                 |                                    |                                  |               |          |
| 1979 - 1er tour (groupe mondial) - Israël - Suède - 0 : 3               |            |                 |                 |                                    |                                  |               |          |
| 11                                                                      | 30/04/1979 | Madrid          | Terre (ext.)    | Helen Anliot Mimi Wikstedt         | Paulina Peisachov Hagit Zubary   | 6-2, 6-4      | Parcours |
|                                                                         |            |                 |                 |                                    |                                  |               |          |
| 1979 - 2e tour (groupe mondial) - Suède - Tchécoslovaquie - 1 : 2       |            |                 |                 |                                    |                                  |               |          |
| 12                                                                      | 30/04/1979 | Madrid          | Terre (ext.)    | Helen Anliot Mimi Wikstedt         | Hana Mandlíková Regina Maršíková | 3-6, 6-1, 6-1 | Parcours |
|                                                                         |            |                 |                 |                                    |                                  |               |          |
| 1981 - 1er tour (groupe mondial) - Suède - Tchécoslovaquie - 0 : 3      |            |                 |                 |                                    |                                  |               |          |
| 13                                                                      | 09/11/1981 | Tokyo           | Terre (ext.)    | Renáta Tomanová                    | Mimi Wikstedt                    | 6-2, 6-4      | Parcours |
| 13                                                                      | 09/11/1981 | Tokyo           | Terre (ext.)    | Hana Mandlíková Renáta Tomanová    | Catarina Lindqvist Mimi Wikstedt | 4-6, 7-6, 6-2 | Parcours |